# Mediaset 2
Mediaset 2 è uno dei multiplex della televisione digitale terrestre a copertura nazionale presenti nel sistema DVB-T italiano. Appartiene a EI Towers S.p.A. interamente posseduta da 2i Towers S.r.l., a sua volta controllata al 100% da 2i Towers Holding S.r.l., che è partecipata per il 40% da Mediaset e per il 60% da F2i TLC 1 S.r.l.

## Caratteristiche
Il Mediaset 2 trasmette in SFN sul canale 36 della banda UHF IV in tutta Italia, a eccezione del Trentino-Alto Adige dove trasmette sui canali 29 e 36 della banda UHF IV e dell'Emilia-Romagna dove trasmette sui canali 30 e 36 della banda UHF IV.

## Storia

### 2005
- 14 luglio 2005: Viene digitalizzato Canale D e attivato il mux Mediaset 2 contenente Coming Soon Television, BBC World, Rete 4, Boing, 24ore.tv e Class News.
- 22 agosto 2005: Inserito Canale 5 in sostituzione di Rete 4. Viene eliminato Boing.
- 3 ottobre 2005: Inserito Mediashopping.

### 2007
- 1º gennaio 2007: Eliminato 24ore.tv.

### 2008
- 8 gennaio 2008: Inseriti Iris, Sportitalia, Sportitalia 24, Rete 4 e Italia 1. Eliminato Mediashopping.
- 27 giugno 2008: Eliminati Boing e Iris.
- 30 novembre 2008: Eliminato Class News.
- 4 giugno 2008: Inserito TED.
- 27 giugno 2008: Inserito Boing.
- 1º settembre 2008: Eliminato TED.
- 1º dicembre 2008: Inseriti Iris e Class News.

### 2009
- 10 gennaio 2009: Inseriti Coming Soon Television e BBC World in sostituzione di Sportitalia e Sportitalia 24.
- 16 novembre 2009: Modificato il sistema di numerazione dei canali (LCN).
- 17 novembre 2009: Aggiunto il canale Boing +1, doppione di Boing.

### 2010
- 26 novembre 2010: Eliminati BBC World News e Boing +1, aggiunto Mediashopping.
- 27 gennaio 2011: Aggiunto il canale ME.

### 2011
- 1º marzo 2011: Eliminato e chiuso Mediashopping e partite le trasmissioni di ME.
- 2 maggio 2011: Rinominato Class News Msnbc in ClassTV MSNBC.
- 6 giugno 2011: Rinominato ME in For You.
- 1º luglio 2011: For You passa dalla numerazione LCN 35 (assegnata a Italia 2) alla numerazione 39.
- 1º agosto 2011: Eliminato For You.
- 2 agosto 2011: Aggiunto il canale Cartoonito.

### 2012
- 2 aprile 2012: Aggiunta la dicitura "PROVVISORIO" ai canali Rete 4, Canale 5 e Italia 1.
- 4 luglio 2012: Eliminata dall'LCN 4 la versione "provvisoria" di Rete 4 (rimane sulla LCN 104), Iris e Coming Soon Television.
- 17 luglio 2012: Eliminate dalle LCN 5 e 6 le versioni "provvisorie" di Canale 5 e Italia 1 (rimangono sui canali 105 e 106).
- 28 agosto 2012: Aggiunto Italia 1 HD.
- 17 settembre 2012: Rinominato Italia 1 HD in Mediaset HD per la trasmissione della partita di Champions League Chelsea-Juventus.
- 20 settembre 2012: Rinominato Mediaset HD in Italia 1 HD.
- 27 novembre 2012: Eliminata la versione "provvisoria" di Italia 1.
- 4 dicembre 2012: Eliminate le versioni "provvisorie" di Rete 4 e Canale 5 e aggiunto Coming Soon Television.

### 2013
- 21 maggio 2013: Aggiunto Top Crime.
- 28 maggio 2013: Eliminato Italia 1 HD e aggiunti QVC, Mediaset Italia 2, Mediaset Extra.
- 13 giugno 2013: Rinominato ClassTV MSNBC in ClassTV.

### 2014
- 26 marzo 2014: Sostituito Coming Soon Television da Fine Living.

### 2015
- 2 gennaio 2015: Eliminato ClassTV.
- 23 giugno 2015: Aggiunto Rete 4 HD.

### 2017
- 27 aprile 2017: Eliminata la LCN a Fine Living.
- 2 maggio 2017: Eliminato Fine Living e aggiunto Food Network.
- 5 maggio 2017: Eliminato Rete 4 HD e aggiunto Retecapri.

### 2018
- 21 marzo 2018: Eliminato Retecapri e aggiunto 20 Mediaset.
- 14 maggio 2018: Eliminato Mediaset Italia Due e aggiunto Focus.

### 2019
- 9 luglio 2019: Aggiunta la LCN 120 a 20 Mediaset.
- 20 novembre 2019: Aggiunta una copia di 20 sull'LCN 520.

### 2020
- 18 gennaio 2020: Eliminato Mediaset Extra e aggiunto Cine34.

### 2021
- 20 ottobre 2021: Eliminata la LCN 520, 20 Mediaset diventa provvisorio alla LCN 20.

### 2022
- 8 marzo 2022: QVC passa all'alta definizione e viene rinominato QVC HD. Cine34, Focus e TOPcrime passano in MPEG-4. Boing e Cartoonito passano dalle LCN 40, 46 alle 540, 546 e diventano provvisorio. Aggiunti Boing e Cartoonito in MPEG-4. Eliminata la LCN a Food Network che diventa provvisorio. Rinominato 20 Mediaset (provvisorio) in 20Mediaset (provvisorio) e passa dall'LCN 20 alla 520. 20Mediaset alla LCN 120 diventa provvisorio. Eliminati i duplicati di Cine34 (LCN 534), Focus (LCN 535) e TOPcrime (LCN 539).
- 21 aprile 2022: Fine delle trasmissioni per Food Network (provvisorio) che trasmette un cartello informativo.
- 3 maggio 2022: Eliminato  Food Network (provvisorio) e aggiunto Boing Plus.
- 28 giugno 2022: Eliminati Boing (provvisorio) e Cartoonito (provvisorio). Aggiunte le copie di Boing e Cartoonito alle LCN 540 e 546. Aggiunti RADIO 105, Cine34 (provvisorio) e Focus (provvisorio).
- 21 dicembre 2022: Eliminati RADIO 105, 20 Mediaset (provvisorio), Cine34 (provvisorio) e Focus (provvisorio). Cine34, Focus e TOPcrime passano all'alta definizione, vengono rinominati Cine34 HD, Focus HD, TOPcrime HD e vengono aggiunte le copie alle LCN 534, 535 e 539.

### 2023
- 19 maggio 2023: Boing e Cartoonito passano all'alta definizione e vengono rinominati Boing HD e Cartoonito HD.

## Servizi
Sul multiplex Mediaset 2 sono presenti canali televisivi in chiaro del gruppo Mediaset e un canale terzo appartenente al gruppo QVC.

### Canali televisivi
| LCN    | Canale        | Note       |
| ------ | ------------- | ---------- |
| 32     | QVC HD        | FTA (HDTV) |
| 34 534 | Cine34 HD     | FTA (HDTV) |
| 35 535 | Focus HD      | FTA (HDTV) |
| 39 539 | TOPcrime HD   | FTA (HDTV) |
| 40 540 | Boing HD      | FTA (HDTV) |
| 45 545 | Boing Plus    | FTA        |
| 46 546 | Cartoonito HD | FTA (HDTV) |